# Vitali Dikov
Vitali Aleksandrovich Dikov (tiếng Nga: Виталий Александрович Диков; sinh ngày 5 tháng 3 năm 1989) là một cầu thủ bóng đá người Nga hiện tại thi đấu cho FC Luki-Energiya Velikiye Luki.